# クロノス (映画)
『クロノス』（ 原題：La invención de Cronos、英：Cronos ）は、1992年に製作されたメキシコのホラー映画。ギレルモ・デル・トロ監督。
ビデオ題は、『クロノス/寄生吸血蟲』。

## ストーリー
1536年、錬金術師のウベルト・フルカネリは宗教裁判所から逃れるためにメキシコへ渡り、総督ご用達の時計師になった。彼はそこで永遠の生命の鍵となるものを作り、それを「クロノス」と名付けた。
時は流れ、400年後の1937年、丸天井が崩れ心臓に一撃を負った男がいた。肌は死人のように白かった。彼は「スオ・テンポーリ（時は永遠なり」という言葉を残して息絶えた。警察が捜査したが、何も公表されなかった。「クロノス」について触れられているものも何一つなかった。
古物商を営む初老の男ヘススは、ある日、売り物の天使像の中から奇妙な金属機械を見つける。彼がそれをいじると、それは時計のように動き出し、中から飛び出した針が彼の手を貫いた。やがてヘススはその針に刺されることに快感を覚え、また血への渇きを抱くようになった。また恋人のメルセデスは彼が若返っていることに気付く。
同じ頃、彼の店にアンヘルという男が訪れ、天使像を買っていく。だが、機械がその中にないことを知ると、アンヘルと彼を操るその伯父のクラウディオはその機械ークロノスーを渡すようヘススに要求した。
ヘススが申し出を断ると、クラウディオはクロノスを奪うようアンヘルに命じる。クラウディオを疎ましく思うアンヘルはヘススを始末することで命令を果たそうとするが、殺されたヘススは火葬場から姿を消す。

## キャスト
※括弧内は日本語吹き替え
- ヘスス・グリス - フェデリコ・ルッピ（谷口節）
- アンヘル - ロン・パールマン（山野井仁）
- アウロラ - タマラ・サナス（栗原みきこ）
- デ・ラ・グァルディア - クラウディオ・ブルック（小杉十郎太）
- メルセデス - マルガリータ・イザベル（五十嵐麗）
- ティト - ダニエル・ヒメネス・カチョ（八戸優）